# Windpark XI
Der Windpark XI ist ein in Planung befindlicher Windpark in Iowa in den Vereinigten Staaten. Er wird vom Unternehmen MidAmerican Energy entwickelt und soll bis 2019[veraltet] gebaut sein. Der Windpark hat eine geplante, installierte Leistung von 2.000 MW. Das Investitionsvolumen beläuft sich auf 3,6 Mrd. US-Dollar. Damit wäre es der größte Windpark des Landes und den Angaben des Unternehmens nach die größte privatwirtschaftliche Investition, die je in Iowa getätigt wurde. Des Weiteren würde das Projekt unter anderem etwa 12,5 Mio. Dollar Steuern und 18 Mio. Pachteinnahmen generieren.

## Geschichte und Bau
Das Projekt wurde erstmals im April 2016 vorgestellt. Im August 2016 wurde die Baugenehmigung für das Projekt erteilt. Der Bau sollte noch im selben Jahr beginnen. Im Januar 2017 wurden die ersten Standorte für den Projekt bekannt gegeben. Die beiden Windparks sollen in den Gemeinden Boone, Greene und Mahaska ab April 2017 gebaut und bis Ende 2017 fertiggestellt werden. Das Teilprojekt Beaver Creek soll über 85 Turbinen und damit 170 MW und das Prairie-Wind-Projekt über 84 Turbinen mit 168 MW verfügen.

## Technik
Der Windenergieanlagenhersteller Vestas hat einen Liefervertrag über 1.000 Turbinen vom Typ V110-2.0 MW mit MidAmerican Energy abgeschlossen. Neben den Turbinen wurde ein Fünfjahres-Wartungsvertrag abgeschlossen.